# Malvasia Bianca di Basilicata
Malvasia Bianca di Basilicata (auch Malvasia di Basilicata) ist eine Weißweinsorte und eine von vielen Varietäten aus der Familie der Malvasier innerhalb Italiens. Die Sorte ist sehr alt. Der Anbau der Sorte ist in den Provinzen Matera und Potenza in der Region Basilikata empfohlen. Die bestockte Fläche beträgt ca. 1600 Hektar.
Die spätreifende Sorte ist mäßig wuchsstark und liefert gute Erträge. Der Most ergibt einen leicht parfümierten Wein. Die Weine finden Eingang in die DOC Weine Matera und Terre dell’Alta Val d’Agri. Die Sorte wird häufig mit dem Greco Bianco aber auch mit dem Aglianico und dem Moscato verschnitten.
Es gibt auch die rote Rebsorte Malvasia Nera di Basilicata.

## Ampelographische Sortenmerkmale
In der Ampelographie wird der Habitus folgendermaßen beschrieben:
- Die Triebspitze ist offen. Sie ist weißlich hellgrün behaart jedoch ohne karminroten Anflug. Die Jungblätter sind anfangs leicht wollig behaart und bronzefarben gefleckt (Anthocyanflecken).
- Die großen kräftiggrünen Blätter sind fünflappig und tief gebuchtet. Die Stielbucht ist U-förmig offen. Das Blatt ist spitz gesägt. Die Zähne sind im Vergleich der Rebsorten klein und eng gesetzt.
- Die walzen- oder kegelförmige Traube ist manchmal geschultert, mittelgroß und lockerbeerig. Eine Traube wiegt im Schnitt 300–400 g. Die rundlichen Beeren sind klein und von grüngelber bis leicht rötlicher Farbe.

Die Rebsorte Malvasia Bianca di Basilicata reift ungefähr 30 Tage nach dem Gutedel. Sie zählt damit zu den spät reifenden Sorten.